# Die Siedler von Catan: Händler & Barbaren
Die Siedler von Catan: Händler & Barbaren ist eine 2007 erschienene Ergänzung zum Die-Siedler-von-Catan-Brettspiel von Klaus Teuber für zunächst 3 bis 4 Spieler. Tanja Donner und Michaela Schelk (Finetuning) waren für die Grafik, beziehungsweise die Illustration, verantwortlich. Die Spielfiguren entwarf Andreas Klober. Die Erweiterung erschien im Stuttgarter Franckh-Kosmos-Verlag. Sie enthält 2 große neue Szenarien und einige kleine Szenarien und Varianten, die zuvor separat oder nur als Giveaway in begrenztem Umfang erhältlich waren und für diese Erweiterung teilweise modifiziert wurden. Mit der Erweiterung erfüllt Klaus Teuber den Wunsch vieler Spieler nach Varianten zum Grundspiel. Im März 2010 erschien das Spiel in einer grafisch überarbeiteten Version.

## Inhalt
- 138 Spielfiguren aus Kunststoff
  - 24 Ritter, je 6 pro Spielerfarbe
  - 12 Brücken, je 3 pro Spielerfarbe
  - 04 Trosswagen, je 1 pro Spielerfarbe
  - 36 Barbaren
  - 40 Münzen, 25 im Wert von 1 und 15 im Wert von 5
  - 22 Kamele
- 120 Spielkarten:
  - 1 Kartensatz für „Barbarenüberfall“ (26 Entwicklungskarten, inkl. Deckblatt)
  - 2 Kartensätze für „Händler & Barbaren“ (26 Entwicklungskarten und 20 Trosskarten plus je 1 Deckblatt)
  - 1 Kartensatz für Ereignisse auf Catan (38 Karten)
  - 4 Karten für „Die Fischer von Catan“ plus 1 Deckblatt
  - 3 Werbekarten für andere Catan-Spiele und die Catan Online Welt
- Material aus Pappe:
  - 01 Hafenmeister-Karte
  - 20 Handelschips
  - 06 Fischgründe
  - 29 Fischkärtchen (11× 1 Fisch, 10× 2 Fische, 8× 3 Fische)
  - 0 1 Kärtchen „Alter Schuh“
  - 0 1 Landschaftsfeld See
  - 02 Flüsse, einer mit 3 und einer mit 4 Landschaften
  - 01 Karte „Reichster Siedler“
  - 04 Karten „Armer Siedler“
  - 0 1 Oasenfeld
  - 01 Burgfeld
  - 03 Landschaftsfelder (Zielfelder)
  - 36 Warenkärtchen
- Material aus Holz:
  - 01 Farbwürfel
- 1 Spielanleitung, 20 Seiten

## Varianten
- Freundlicher Räuber:

Der Räuber darf nur zu Spielern gestellt werden, die mindestens 3 Siegpunkte haben. Diese Variante wird schon von vielen Spielern angewandt und benötigt kein zusätzliches Material.
- Ereignisse auf Catan:

Die Würfel werden durch Ereigniskarten ersetzt.  Anstatt zu würfeln zieht der Spieler am Zug die oberste Karte. Durch die aufgedruckten Zahlen wird die Rohstoffverteilung entschieden. Zusätzlich lösen einige Karten Sonderereignisse aus.
Diese Ergänzung war ab 2005 schon einzeln oder in der Atlantis-Erweiterung erhältlich.
- Der Hafenmeister:

Der Spieler mit den meisten Siedlungen oder Städten an einem Hafenstandort ist „Hafenmeister“ und erhält – ähnlich der längsten Handelsstraße – zwei Siegpunkte. Diese Ergänzung war ab 2005 schon als Download auf der Homepage von Klaus Teuber oder in der Atlantis-Erweiterung erhältlich.
- Catan für Zwei:

Durch die Einführung imaginärer neutraler Spieler kann das Brettspiel damit auch zu zweit gespielt werden, was insbesondere für kinderlose Paare interessant sein dürfte. Die Variante ist etwas abgeändert auch in der im Dezember 2009 erschienenen Einsteiger-Variante enthalten. Diese Variante wurde schon 2006 in den Catan-News veröffentlicht.

## Die Kampagne
- Die Fischer von Catan:

Hinzu gekommen sind nun Fischgründe an der Küste und ein See, der die Wüste ersetzt und in dem auch Fische gefangen werden können. Die Verteilung erfolgt – so wie bei den Rohstoffen und Handelswaren – über Zahlen die gewürfelt werden. Dabei haben die Küstenfischgründe die Zahlen 4, 5, 6, 8, 9 und 10. Der See deckt die Zahlen 2, 3, 11 und 12 ab. Die erworbenen Fische können genutzt werden um den Räuber zu vertreiben oder gegen Vorteile wie Rohstoffe, den Bau einer Straße oder Entwicklungskarten eingetauscht werden. Dieses Szenario wurde schon 2005 in der Spielbox-Ausgabe zur Messe in Essen veröffentlicht.
- Die Flüsse von Catan:

Das Spielfeld wird durch zwei Flüsse durchzogen und die Spieler müssen anstatt Straßen an vorgegebenen Übergangsstellen Brücken bauen (Baukosten 2 Lehm, 1 Holz), um die Flüsse zu überqueren. Dadurch wird Gold verdient, welches dann im Verhältnis 2:1 in Rohstoffe getauscht werden kann. Zudem erhält der Spieler mit den meisten Goldmünzen auf der Hand die Karte „Reichster Siedler“ (1 Siegpunkt) und der oder die mit dem wenigsten Gold die Karten „Armer Siedler“ (−2 Siegpunkte). Der Große Fluss wurde schon 2005 als Giveaway auf der Messe in Essen und bei Bestellungen des Catan-Shops abgegeben, damals mit einem etwas kürzerem Fluss.
- Der Zug der Karawane:

Mithilfe von modellierten Kamelen werden im Spielverlauf drei Karawanenzüge gebildet, deren Ausgangspunkt eine Oase ist, die das Wüstenfeld ersetzt.  Bei jedem Bau einer Siedlung oder der Aufwertung einer Siedlung zur Stadt wird ein Kamel angelegt. Wo genau es angelegt wird bestimmen alle Spieler gemeinsam, wobei sich Stimmengewichtungen mit Wolle- oder Getreidekarten „erkauft“ werden können. Durch diese Abstimmungsrunden erhält der Rohstoff Wolle einen höheren Stellenwert als im normalen Grundspiel, wo Wolle der unwichtigste Rohstoff ist. Alle Siedlungen und Städte an den Karawanen zählen jeweils einen Siegpunkt mehr und alle parallel zu einer Karawane laufenden Straßen zählen in einer Handelsstraße doppelt. Dieses Szenario wurde 2006 als Giveaway auf der Messe in Essen und bei Bestellungen des Catan-Shops als „Die große Karawane“ abgegeben. Die dort enthaltenen Kamelchips werden nun durch modellierte Kamele ersetzt.
- Der Barbarenüberfall:

Bei jedem Bau einer Siedlung oder Stadt landen Barbaren an der Küste Catans. Sind auf einem Feld 3 Barbaren eingetroffen produziert es nichts mehr und dort liegende Siedlungen und Städte können ihre Siegpunkte verlieren. Von Barbaren umzingelte Häfen können nicht mehr zum Handel benutzt werden. Um die Barbaren zu vertreiben, können die Cataner Ritter aufstellen. Sind die um ein Feld aufgestellten Ritter gegenüber den Barbaren in der Überzahl werden die Barbaren gefangen genommen, das Feld produziert wieder und die Ortschaften erhalten ihre Funktion zurück. Jeder gefangene Barbar zählt ½ Siegpunkt.
- Händler & Barbaren:

Nach dem Barbarenüberfall gilt es die Burg wieder aufzubauen, dazu werden noch Glasfenster und Marmor benötigt. Erstes gibt es in einer Glashütte auf der gegenüberliegenden Seite der Insel. Diese benötigt für die Produktion aber Sand, den es in der Nähe der Burg und des Marmor-Steinbruchs gibt. Dort wird aber Werkzeug benötigt, das in den Schmieden der Burg und bei der Glashütte produziert wird. Mittels Trosswagen müssen die Spieler die entsprechenden Waren zu den Orten, in denen sie benötigt werden, transportieren. Da einige versprengte Barbaren die Wege unsicher machen, gilt es die Trosswagen aufzurüsten, aber auch das eigene Straßennetz auszubauen um nicht auf die Straßen der Gegner angewiesen zu sein.
Die Szenarien der Kampagne lassen sich mit den Varianten kombinieren, Hinweise dazu werden im Regelheft gegeben. Weitergehende Kombinationen wurden im Dezember 2007 auf der Homepage veröffentlicht.

## Besonderheiten

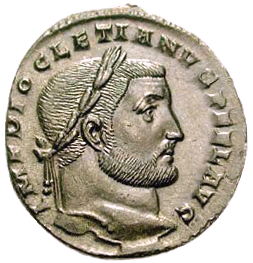
Follis des Diokletian

Anfang 2007 kam es zu Verwirrungen unter den Spielern, weil gleichzeitig im Internet zwei verschiedene Cover des Spieles gezeigt wurden. Das rote Cover war aber nur bei Internetversandhändlern und kurzzeitig bei Kosmos zu sehen, das eigentliche (gelbe) Cover dagegen auf der Homepage der Catan GmbH. Szenen des alternativen Covers finden sich aber auf den Vorder- und Rückseiten einiger Ereigniskarten.
Der lateinische Satz „sacra monet augget ress nostr sis“ auf den Goldmünzen bedeutet „Du, heilige Göttermutter, sollst unser Vermögen mehren!“ Die Rückseite zeigt den römischen Kaiser Diokletian wie auf dem Follis.
Die Ritterfiguren und die Barbaren für das Szenario „Barbarenüberfall“ wurden schon im Spiel Kampf um Rom als Reiterstamm bzw. als Kriegerstamm verwendet.
Seit April 2008 sind über den Catan-Shop auch Spielfiguren aus Holz erhältlich.
Beim Grafik-Relaunch im Frühjahr 2010 wurde die Entwicklungskarte „Schwarzer Ritter“ für das „Barbarenüberfall“-Szenario in „Starker Ritter“ umbenannt.

## Kritik
Die dritte Siedler-Erweiterung wurde mit gemischten Gefühlen aufgenommen. Während weniger Kritik zu den eigentlichen Spielprinzipien zu vernehmen ist, wird eher bemängelt, dass ein Großteil der Inhalte schon länger vor der Veröffentlichung erhältlich war. Drei der vier Varianten hatte Teuber schon über seine Homepage bzw. die dort abrufbare Siedler-Zeitung veröffentlicht. Die Szenarien Die Flüsse von Catan und Der Zug der Karawane wurden schon unter dem Namen Der große Fluss bzw. Die große Karawane 2005 bzw. 2006 auf den internationalen Spieletagen in Essen verschenkt und über den Catan-Shop verteilt. Die Fischer von Catan waren in einer Ausgabe der Spielezeitschrift Spielbox enthalten. Die beiden Hauptszenarien der Erweiterung (Der Barbarenüberfall und Händler & Barbaren) sind hingegen Neuentwicklungen.
Auch wurde kritisiert, dass die Kunststofffiguren zwar spieltechnisch mit den Holzfiguren kompatibel sind, optisch aber ein Stilbruch zu erkennen ist. Dem wurde Rechnung getragen, indem im Catan-Shop Figurensätze mit Holzfiguren angeboten werden.

## Erweiterung
Im Juli 2008 erschien die Erweiterung für 5 und 6 Spieler.
Inhalt
- 53 Spielfiguren aus Kunststoff
  - 12 Ritter, je 6 pro Spielerfarbe
  - 0 6 Brücken, je 3 pro Spielerfarbe
  - 02 Trosswagen, je 1 pro Spielerfarbe
  - 12 Barbaren
  - 10 Münzen, 5 im Wert von 1 und 5 im Wert von 5
  - 11 Kamele
- 24 Spielkarten:
  - 2 Kartensätze für „Händler & Barbaren“ (12 Entwicklungskarten und 10 Trosskarten)
  - 2 Karten für „Die Fischer von Catan“
- Material aus Pappe:
  - 0 2 Rahmenteile
  - 02 Fischgründe
  - 14 Fischkärtchen (4× 1 Fisch, 5× 2 Fische, 5× 3 Fische)
  - 01 Landschaftsfeld See/Oase
  - 01 Fluss mit 3 Landschaften
  - 0 2 Karten „Armer Siedler“
  - 01 Burgfeld (Vorderseite für „Der Barbarenüberfall“, Rückseite für „Händler & Barbaren“)
  - 04 Landschaftsfelder (je 2 Zielfelder Glashütte und Marmorsteinbruch, alle ohne Wasserkanten)
  - 18 Warenkärtchen
- 1 Spielanleitung, 6 Seiten